# Simon Charlton
Pour les articles homonymes, voir Charlton.
Simon Thomas Charlton, couramment appelé Simon Charlton, est un footballeur puis entraîneur anglais, né le 25 octobre 1971 à Huddersfield. Évoluant au poste de latéral gauche, il est principalement connu pour avoir disputé plus de 500 matches de Football League lors de saisons à Huddersfield Town, Southampton, Birmingham City, Bolton Wanderers, Norwich City et Oldahm Athletic.

## Biographie

### Carrière de joueur
Natif de Huddersfield, il commence à jouer dans le club local, avant d'être recruté par Southampton pour 250 000£ en 1993. N'ayant pas réussi à s'imposer face à Francis Benali, il est prêté puis transféré à Birmingham City. 
Recruté ensuite par Bolton Wanderers, il est désigné Joueur de l'année par les supporteurs pour la saison 2001-2002. Il s'engage pour Norwich City en juin 2004. 
À la fin de la saison 2005-2006, il est libéré de son contrat par Norwich City, où les relations avec son entraîneur Nigel Worthington s'étaient détériorées, et s'engage pour Oldham Athletic en août 2006.

### Carrière d'entraîneur
À la fin de son contrat avec Oldham Athletic, il est engagé en mai 2007 comme entraîneur des équipes de jeunes à Norwich City. En avril 2009, il est engagé comme entraîneur-joueur du club non league Mildenhall Town (en). Il rechausse les crampons concrètement à deux occasions pendant les deux saisons où il entraîne ce club. 
Depuis septembre 2011, il travaille comme entraîneur pour l'organisation Global Soccer Network, spécialisé dans la détection de jeunes joueurs prometteurs, notamment en Afrique.
Il travaille aussi comme consultant auprès de BBC Radio Manchester.

### Carrière internationale
En mai 2012, il joue un match pour l'équipe de Sealand contre l'équipe des Îles Chagos, match joué dans le stade de Godalming Town (en).